# Opole Lubelskie
Opole Lubelskie je město ve východním Polsku v Lublinském vojvodství, sídlo stejnojmenného okresu a městsko-vesnické gminy. Leží v Malopolsku, v letech 1975–1998 náleželo do tehdejšího Lublinského vojvodství. V roce 2021 zde žilo 8 241 obyvatel.

## Historie
Obec vznikla pravděpodobně ve 2. polovině 12. století. Opole Lubelskie bylo v roce 1419 poprvé označeno jako město. V 16. a 17. století se stalo centrem kalvinismu. Do města přicházeli skotští a němečtí řemeslníci. V letech 1663–1675 byl vybudován farní kostel Nanebevzetí Panny Marie. V 17. století byla také postavena synagoga pro vzrůstající židovskou populaci. V roce 1743 byli do města uvedeni piaristé, kteří zde založili kostel, klášter, nemocnici a školu. V letech 1785–1787 vybudoval hrabě Aleksander Lubomirski letní palác pro sebe a svou ženu Rozalii Chodkiewiczovou.
V březnu 1941 zde vzniklo ghetto pro několik tisíc židů, kteří sem byli přesídleni z okolí, byli zde také skupiny židů z Rakouska, Francie a Slovenska. V březnu a květnu 1942 proběhly první deportace do vyhlazovacích táborů v Belzeci a Sobiboru, ghetto bylo zlikvidováno 24. října 1942 a zbývající obyvatelstvo (téměř 9000) bylo deportováno do Sobiboru a Poniatowé. Synagoga byla zbořena.
Ve městě se nachází nejmodernější polská věznice, která byla otevřena na začátku října 2009.

## Pamětihodnosti
- Kostel Nanebevzetí Panny Marie postavený v letech 1663–1675, rozšířený v 18. století pro potřeby piaristů. Stavba piaristického kláštera byla zahájena před rokem 1740 a byla dokončena v roce 1758. Ze starých školních budov se dochovaly dva domy z let 1758–1761 v ulici Kosciuszko a přestavěný bývalý špitál z let 1748–1751.
- Šlechtický palác rodiny Słupeckich z 15. století, rozšířený v letech 1613 a opět 1740 a přestavěný v letech 1766–1773, sídlo Lycea Adama Mickiewicze.
- Radnice z roku 1750 na místě starší stavby.
- Hostince na Nowem a Starem Rynku z 18. a počátku 19. století.
- Přestavované měšťanské domy na Nowem Rynku z 18. století.
- Hřbitovní kaple z roku 1790 v novogotické přestavbě z poloviny 19. století.
- Palác postavený v letech 1785–1787 pro majitele města knížete Aleksandera Lubomirskiho. Vedle paláce jsou pozůstatky tvrze z 2. poloviny 16. století.

## Partnerská města
- Hamme, Belgie
- Mikóháza, Maďarsko
- Racalmuto, Itálie
- Sokal, Ukrajina